# 科威特—沙特阿拉伯关系
科威特-沙特阿拉伯关系是科威特国和沙特阿拉伯王国之间的关系。
第一次世界大战结束后，国王伊本·沙特想把科威特并入沙特阿拉伯。1919年至1920年爆发了边境冲突，在英国的帮助下，科威特人成功地击退了这些冲突。战争结束后，从1923年到1937年，沙特对科威特实施了贸易封锁，这严重影响了科威特的经济。沙特施压的目的是吞并尽可能多的科威特领土。在1922年召开的决定一些新成立的阿拉伯国家边界的Uqair会议上，伊本·沙特成功地说服了英国外交官、伊拉克高级专员珀西·考克斯爵士把科威特三分之二的领土分给沙特。没有科威特代表出席会议。这一事件确立了科威特的现代边界。
他们都是海湾合作委员会的成员。历史上曾有一个沙特-科威特中立区，有沿岸渔民居住;然而，随着石油的发现，两国同意划分领土，并于1969年达成协议。
1990年，在伊拉克入侵科威特之后，沙特阿拉伯参与海湾战争，将伊拉克军队驱逐出境。
虽然科威特和沙特阿拉伯是欧佩克和海湾合作委员会的盟友和合作伙伴，但利雅得方面对科威特对Qaruh和Umm al Maradim群岛的所有权有争议。